# Arífron de Sició
Arífron de Sició (grec antic: Ἀρίφρων, llatí: Ariphron) fou un poeta grec, autor d'un poema dedicat a la deessa de la salut anomenat Υγίεια dedicat a Higiea, molt conegut pels antics i conservat per Ateneu de Nàucratis. Llucià de Samosata i Màxim de Tir reprodueixen l'inici d'aquest poema.